# Jamno
Jamno falu Horvátországban Varasd megyében. Közigazgatásilag Bednjához tartozik.

## Fekvése
Varasdtól 31 km-re nyugatra, községközpontjától 7 km-re északnyugatra, közvetlenül a szlovén határ mellett fekszik. 

## Története
A trakostyáni uradalomhoz tartozott. 1456-ig a család kihalásáig, a Cilleiek birtoka. Ezután Vitovec János horvát báné, majd Corvin Jánosé lett, aki Gyulay Jánosnak adta. A Gyulayak három nemzedéken át birtokolták, de 1566-ban kihaltak és a birtok a császárra szállt. I. Miksa császár szolgálataiért Draskovics György horvát bánnak adta és a 20. századig család birtoka volt. A falunak 1857-ben 325, 1910-ben 468 lakosa volt. A trianoni békeszerződésig Varasd vármegye Ivaneci járáshoz tartozott. 2001-ben a falunak 51 háztartása és 128 lakosa volt. 

## Nevezetességei
- A falu felett északra a szlovén határon emelkedő hegyen áll a Szent Ágoston és Szent Mária Magdolna tiszteletére szentelt kápolna. A kápolnától pompás kilátás nyílik a szlovéniai Ptuj és Maribor irányába és a Bednja-folyó völgyére.
- Jagarinci nevű településrészén a népi építészet emlékei.

## Külső hivatkozások
- Bednja község hivatalos oldala